# هوائیین پردایس پارک (هاوایی)
هوائیین پردایس پارک (به انگلیسی: Hawaiian Paradise Park) یک منطقهٔ مسکونی در ایالات متحده آمریکا است که در شهرستان هاوایی، هاوایی واقع شده‌است. هوائیین پردایس پارک ۴۰٫۴ کیلومتر مربع مساحت و ۱۱٬۴۰۴ نفر جمعیت دارد و ۴۲٫۶۷ متر بالاتر از سطح دریا واقع شده‌است.